# Die 4 Grazien

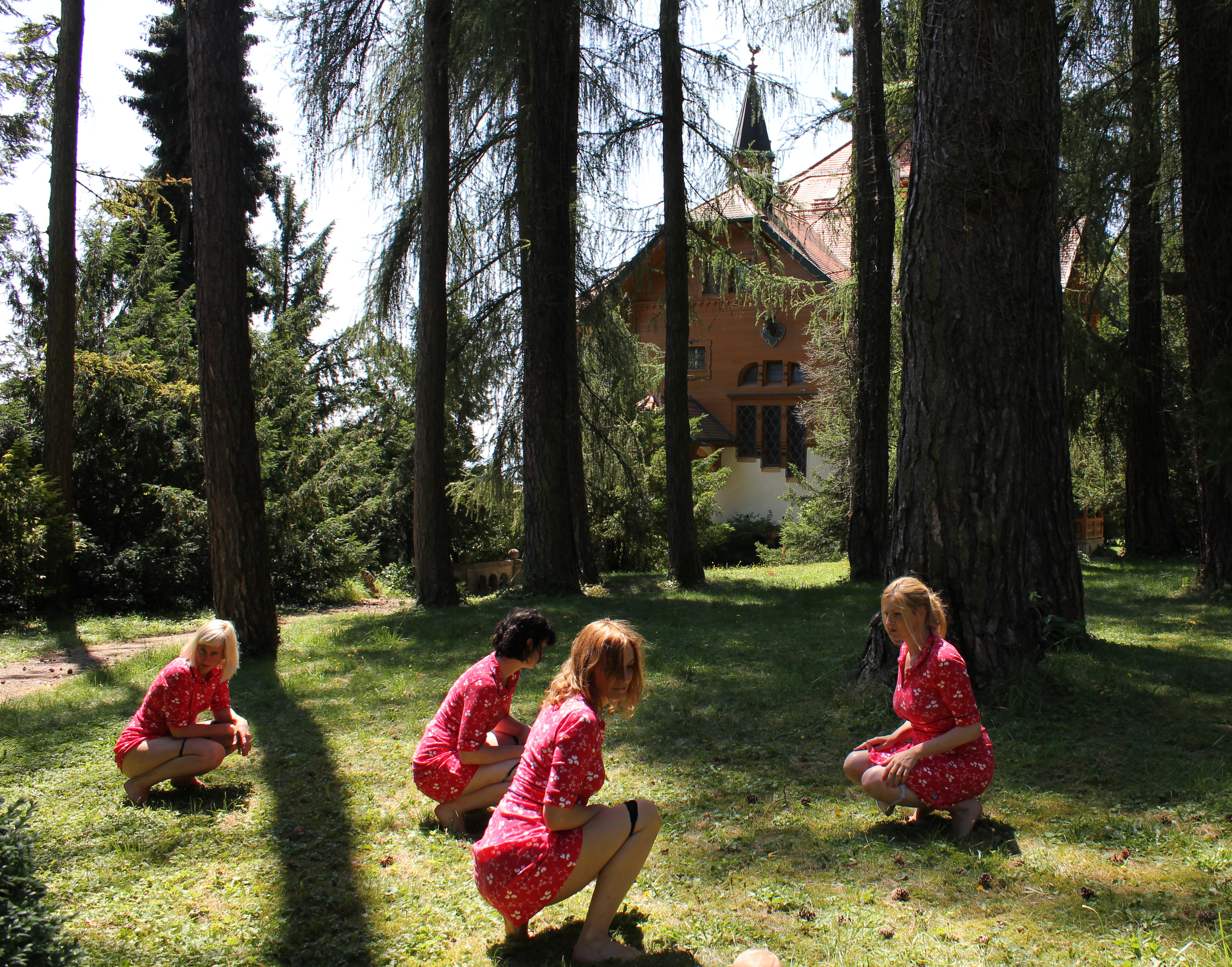
Die 4 Grazien: Markieren im Park des Künstlerhauses Villa Waldberta, Feldafing 2015

Die 4 Grazien ist eine Gruppe von vier bildenden Künstlerinnen in Wien. Sie arbeiten konzeptionell mit Malerei, Performance, Fotografie und Video.
Petra Gell, Mela Kaltenegger, Susanna Schwarz und Maria Wetter lernten sich als Studentinnen der Malerei an der Akademie der bildenden Künste Wien kennen, wo sie bereits 4 Grazien genannt wurden. Sie absolvierten ihr Studium bei Gunter Damisch mit Magister-Abschluss. Im Jahr 2002 schlossen sie sich als Künstlerinnenkollektiv zusammen und bezogen ein gemeinsames Atelier in Wien-Neubau.
Der Name der Gruppe erinnere sie an die „Fotografie-Performance-Gang“ Die Damen, die in den 1980er Jahren mit Selbstinszenierungen bestehende Sexismen aufgezeigt haben, so Nina Schedlmayer 2009 im Art Magazin. Im Unterschied dazu schienen sich die 4 Grazien mit ihrer Ausstellung Salon Gier „weitgehend in die nicht gerade neue Innerlichkeit – Stimmung: heiter bis wolkig – zurückzuziehen“. 2014 nahm das Künstlerinnenkollektiv an der großen Ausstellung Idol. Prähistorische und zeitgenössische Frauenbilder im Künstlerhaus Wien, die 2015 auch in München gezeigt wurde, mit einer Videoarbeit teil, in der Die 4 Grazien „auf einem Hausdach als Girlgroup(ies) einen stierköpfigen Zeus“ umtanzen. In der Wiener Zeitung beschrieb Peter Zawrel Die 4 Grazien 2016 als Girl Group, deren Videos „unterhaltsame Demontagen männlicher Verklärungen“ seien.

## Ausstellungen (Auswahl)
- 2004: Club Lungo – Der Genuss der schönen Welt, Galerie Artothek "Alte Schmiede", Wien[5]
- 2007: 4 Gracje – bitchball, Österreichisches Kulturforum, Warschau[6]
- 2009: Salon Gier, Young Austrian Art Barbara Preyer, Wien
- 2010: Die 4 Grazien – Malerei und Video, Galerie Nothburga, Innsbruck[7]
- 2012: Trefferquote, Fotoarbeiten in der Ausstellung Halali – die Jagd nach dem Zeitgenössischen, Galerie Peithner-Lichtenfels, Wien
- 2013: Salon Gier II, Museum of Young Art (MoYA), Wien
- 2013: Out of the Dark, Galerie Peithner-Lichtenfels, Wien[8]
- 2013: Great Balls of Austria, Gruppenausstellung zeitgenössischer österreichischer Künstler mit Unterstützung der Österreichischen Botschaft, Contemporary Art Meeting Point (Camp), Athen[9]
- 2014: Das EINE, mo.ë Wien[10]
- 2014: IDOL – Prähistorische und zeitgenössische Frauenbilder, Künstlerhaus Wien
  - 2015 IDOL, Rathausgalerie, Kunsthalle am Marienplatz München[11]
- 2015/2016: Markieren, Künstlerhaus Wien[12]
- 2016: XPOSIT / ZWEI SECHZEHN – In memoriam Gunter Damisch, Akademie der bildenden Künste Wien[13]
- 2018: Kunst auf Rezept – art on prescription – art sur ordonnance, Musée du quai Branly, Paris[14]
- 2018: Paradise Girls – 4 weibliche zeitgenössische Kunstpositionen im Miteinander: Die 4 Grazien, Edelgard Gerngross, Sophie Tiller und Valentina Wecerka. Vienna Art Week[15]